# Barbulifer
Barbulifer és un gènere de peixos de la família dels gòbids i de l'ordre dels perciformes.

## Morfologia
- Cap robust i amb el dors aplanat.
- 3 parells o més de barbetes sensorials.
- Aleta caudal arrodonida.
- Sense escates.

## Taxonomia
- Barbulifer antennatus (Böhlke & Robins, 1968)[2]
- Barbulifer ceuthoecus (Jordan & Gilbert, 1884)[3]
- Barbulifer enigmaticus (Joyeux, van Tassel & Macieira, 2009)[4]
- Barbulifer mexicanus (Hoese & Larson, 1985)[5]
- Barbulifer pantherinus (Pellegrin, 1901)[6][7][8][9][10][11][12]